# Hyères Football Club
El Hyères Football Club es un equipo de fútbol de Francia que juega en el Championnat National 2, la cuarta liga de fútbol más importante del país.

## Historia
Fue fundado en el año 1912 en la ciudad de Hyères, en el departamento de Var y jugó por primera vez a nivel profesional en la temporada 1932/33, aunque en ese mismo año descendió y desde entonces juega a nivel amateur.

## Palmarés
- Championnat de France Amateurs: 1

2009
- Championnat de France Amateurs 2: 2

1950, 2007
- DH Sud-Est: 1

1949
- DH Méditerranée: 1

1960, 1964

## Jugadores

### Jugadores destacados
- Karim Azamoum
- Frank Leboeuf
- Néstor Combin